# Crinodus
Crinodus is een voormalig geslacht van straalvinnige vissen uit de familie van aplodactiliden (Aplodactylidae).